# メーゼロ
メーゼロ（伊: Mesero）は、イタリア共和国ロンバルディア州ミラノ県にある、人口約4,200人の基礎自治体（コムーネ）。

## 地理

### 位置・広がり

#### 隣接コムーネ
隣接するコムーネは以下の通り。
- ベルナーテ・ティチーノ
- クッジョーノ
- インヴェルーノ
- マルカッロ・コン・カゾーネ
- オッソーナ

### 地震分類
イタリアの地震リスク階級 (it) では、4 に分類される
。